# Oriental metal
Oriental metal, též orientální metal je jeden ze subžánrů folk metalu, kombinuje specifické prvky arabské (islámské) hudby a paňdžábskou[zdroj?] hudbu s heavy metalem. Významnými tvůrci a interprety v tomto žánru jsou izraelské kapely Amaseffer, Arallu, Distorted, Melechesh, Salem, Orphaned Land, tuniská Myrath a saúdskoarabská Al-Namrood.
Písničky mívají mezopotámská/sumerská a okultní témata.[zdroj?]